# Ferrocarril Elèctric Hanshin
El Ferrocarril Elèctric Hanshin (阪神電気鉄道, Hanshin Denki-tetsudō) és una companyia privada de ferrocarrils del Japó fundada el 1899 que en l'actualitat pertany al conglomerat Hankyū Hanshin Tōhō. La seua seu és a la ciutat d'Osaka i el lloc d'àmbit de la companyia és el nord de la prefectura d'Osaka i el sud-est de la prefectura de Hyogo. L'empresa és propietària dels Hanshin Tigers, equip de la lliga japonesa de beisbol. El nom de l'empresa, Hanshin, prové de la lectura xinesa u onyomi del segon kanji de la ciutat d'Osaka i del segon kanji de la ciutat de Kobe. Les targetes IC com la PiTaPa i l'ICOCA són acceptades.

## Història
El 12 de juny de 1899 es fundà la companyia del Ferrocarril Elèctric de Settsu (摂津電気鉄道. Settsu Denki Tetsudô), embrió de l'actual Hanshin. Poc després, el mateix any, el 7 de juliol de 1899 l'empresa canvia el seu nom per l'actual, Ferrocarril Elèctric Hanshin. El 7 d'abril de 1968 s'inaugura el Ferrocarril de Trànsit Rèpid de Kobe, que immediatament comença una joint venture amb el ferrocarril Hanshin i creen la companyia del Ferrocarril Elèctric Sanyō. El 15 de febrer de 1998 s'establiex un acord mitjançant el qual el ferrocarril Sanyô operarà una línia limited express des d'Umeda, Osaka fins a la ciutat de Himeji, a Hyôgo. El 20 de juny de 2006 els Hankyū Holdings es fa amb el control de l'accionariat del ferrocarril Hanshin, passant a ser de la seua propietat i integrant-la al seu conglomerat en una operació de vora els 2,2 bilions de dòlars. El 20 de març de 2009 arriba a un acord amb els ferrocarrils Kintetsu per a que aquest darrer opere un servei rapid express entre les estacions de Sannomiya (Kobe, Hyôgo) i Kintetsu Nara (Nara, Nara).

## Línies
| Color i icona | Color i icona | No.    | Nom             | Nom original | Inaugurada | Darrera extensió | Llargaria | Estacions |
| ------------- | ------------- | ------ | --------------- | ------------ | ---------- | ---------------- | --------- | --------- |
| Taronja       |               | 1      | Línia principal | 本線         | 1905       |                  | 32,1 km   | 39        |
| Taronja       |               | 2      | Línia Nanba     | 阪神なんば線 | 1924       |                  | 10,1 km   | 11        |
| Taronja       |               | 3      | Línia Mukogawa  | 武庫川線     | 1943       |                  | 1,7 km    | 4         |
| Taronja       |               | 4      | Línia Kobe      | 神戸高速線   | 1968       |                  | 5 km      | 7         |
| Total:        | Total:        | Total: | Total:          | Total:       | Total:     | Total:           | 48,9 km   | 61        |

## Parc mòbil

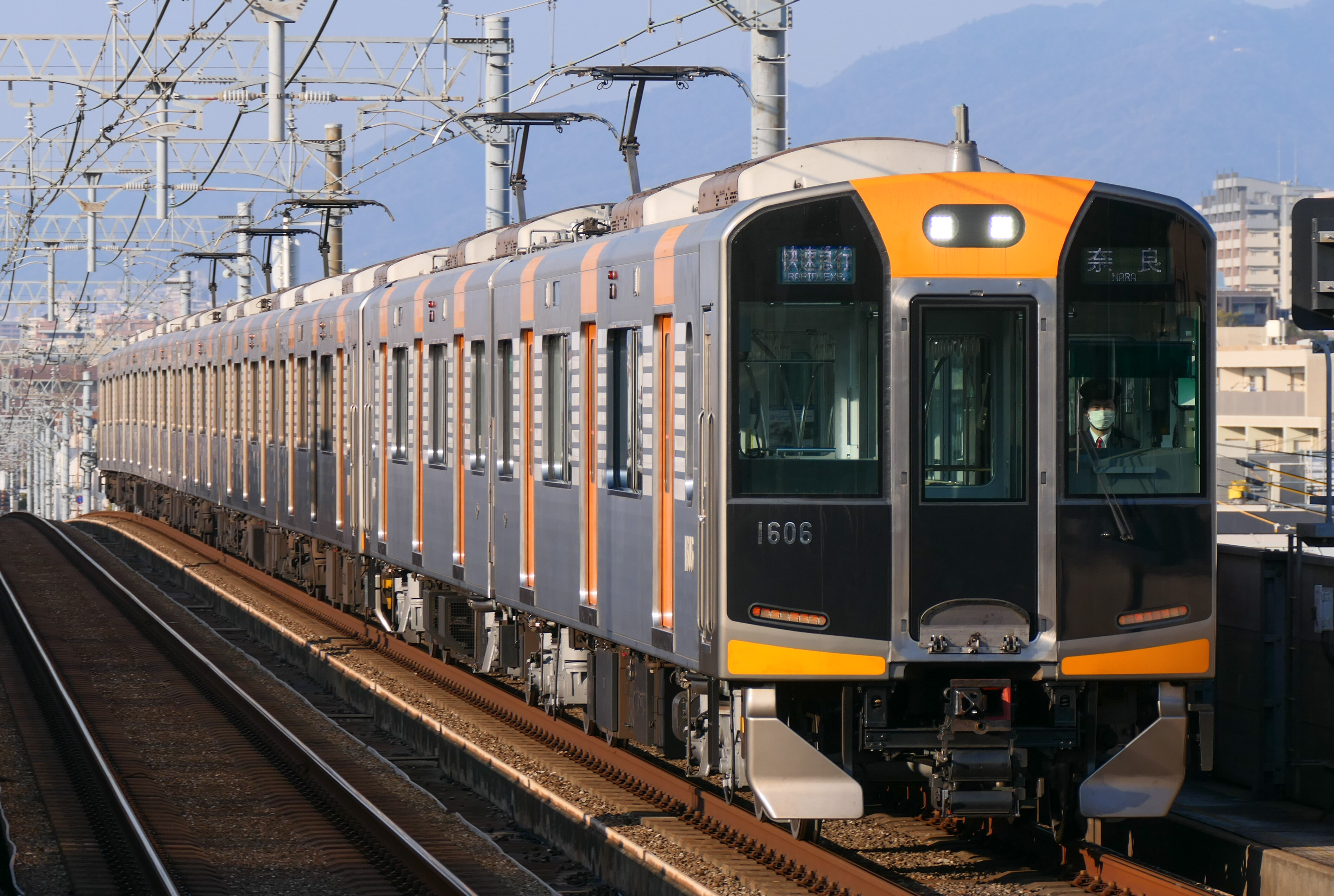
Sèrie 1000

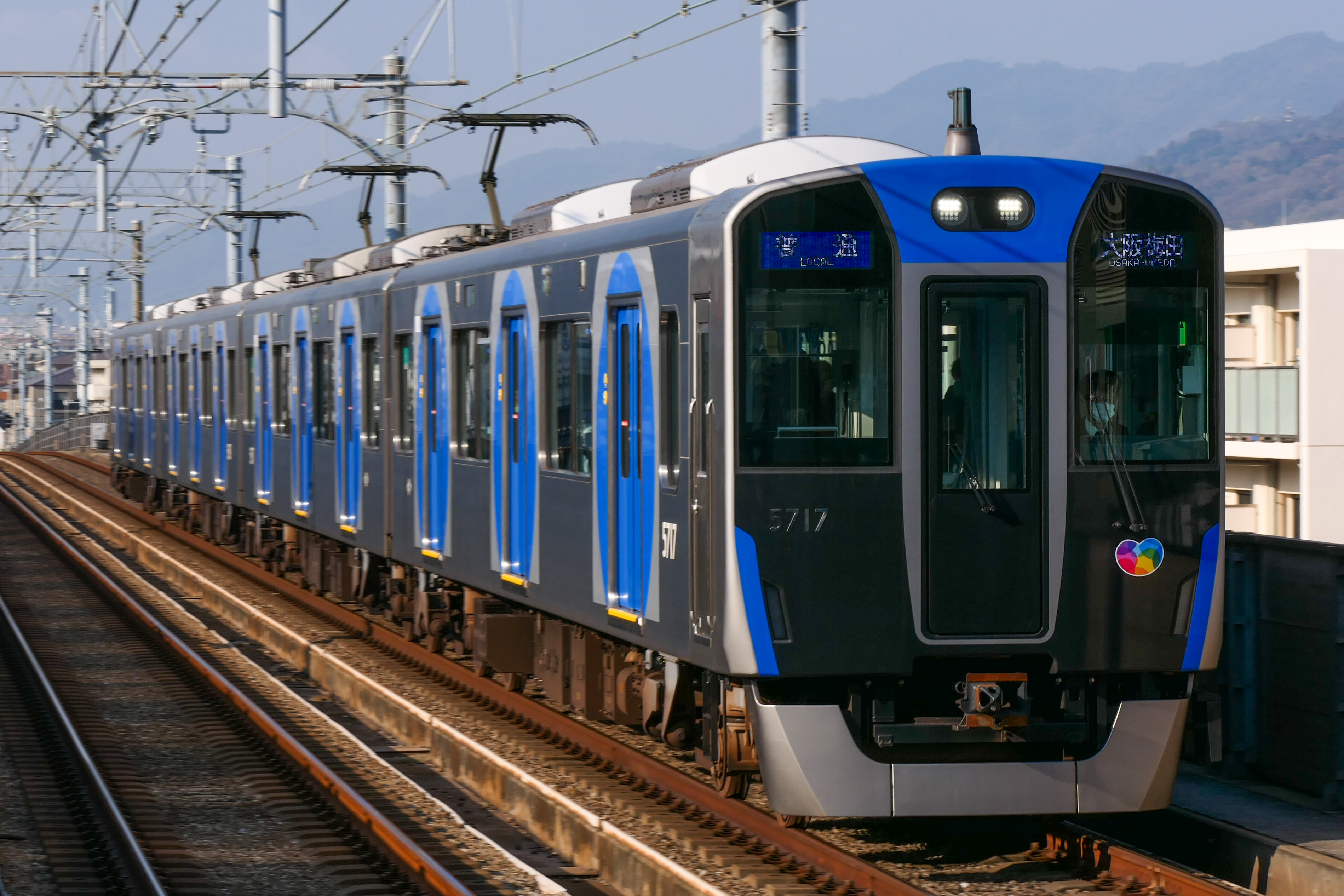
Sèrie 5700

- Limited Express/Express
  - Sèrie 1000 (Línia Kintetsu Nara)
  - Sèrie 8000
  - Sèrie 9000 (Línia Kintetsu Nara)
  - Sèrie 9300
- Local
  - 5001
  - 5131/5331
  - Sèrie 5500
  - Sèrie 5550 (2010)[2]
  - Sèrie 5700 (2015)[3] (premi Blue Ribbon 2016)
- Línia Mukogawa
  - 7861
  - 7890/7990